# Кері Белл
Ке́рі Белл (англ. Carey Bell), повне ім'я Ке́рі Белл-Га́ррінгтон (англ. Carey Bell-Harrington; 14 листопада 1936, Мейкон, Міссісіпі — 6 травня 2007, Чикаго, Іллінойс) — американський блюзовий музикант (губна гармоніка) і співак, представник чиказького блюзу. Грав разом з Ерлом Гукером, Робертом Найтгоком, Ловеллом Фулсоном, Едді Тейлором і Джиммі Докінсом.

## Біографія

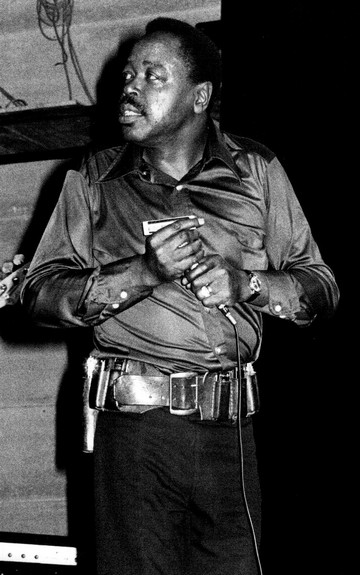
Кері Белл в Парижі, Франція, 30 травня 1980

Кері Белл-Гаррінгтон народився 14 листопада 1936 року в Мейконі, штат Міссісіпі. Син Мінні Гаррінгтон. У віці 8 років навчився грати на губній гармоніці; з 13 років грав професійно разом зі своїм хрещеним батьком, піаністом Лаві Лі. Перед тим як переїхати до Чикаго у 1956 чи 1957 році разом з гуртом Лі, мешкав у Меридіані, штат Міссісіпі неподалік кордону з Алабамою. У Чикаго Кері періодично акомпанував на електричному басу Роберту Найтгоку, Джонні Янгу і своєму наставнику Біг Волтеру Гортону.
У 1968 році повністю перейшов на губну гармоніку і акомпанував у записах Ерла Гукера на Arhoolie. Його друг Чарлі Масселвайт привів Белла до Роберта Кестера на Delmark Records у 1969 році, який зрештою підписав контракт з Беллом і записав Carey Bell's Blues Harp. 3 жовтня 1969 року виступив в Альберт-холлі в Лондоні.
1970—71 роки Белл грав у гурті Мадді Вотерса, зокрема взяв участь у записі його альбому The London Muddy Waters Sessions (1972); також грав з Віллі Діксоном, часто гастролюючи і записуючись з обома музикантами як учасник проекту «Chicago Blues All-Stars». Більшість найкращих робіт були записані Беллом на студії Alligator Records, коди він очолив власний гурт, знову об'єднавшись з Гортоном у 1972 році (наприклад, Big Walter Horton with Carey Bell). У 1973 році вийшов його сольний альбом Last Night на BluesWay, дочірньому ABC Records. Белл продовжив грати з Діксоном і в 1978 році взяв участь у записі альбому Living Chicago Blues, який був номінований на премію «Греммі».
У 1980-х роках продовжував записуватися, однак в основному приділяв увагу концертній діяльності. У 1990 році взяв участь у записі Harp Attack! у співпраці з такими відомими музикантами як Джеймс Коттон, Джуніор Веллс і Біллі Бранч (альбом став одним з найуспішніших для Alligator). Свій перший сольний альбом на Alligator, Deep Down, випустив у 1995 році. В 1997 році Белл випустив наступний альбом — Good Luck Man, який також отримав високу оцінку та нагороду W.C. Handy Blues Awards в категорії «Традиційний блюз-альбом». В 1998 році отримав щорічну нагороду «Blues Music Award» в категорії «Найкращий чоловічий виконавець традиційної музики».
В 2004 році вийшов альбом Second Nature, записаний у дуеті зі своїм сином Луррі (альбом був записаний без дублів) у Фінляндії у 1991 році. В 2007 році Delmark випустив студійний альбом, на якому Беллу акомпанують його син Луррі, а також Скотт Кейбл, Кенні Сміт, Боб Стронгер і Джо Томас.
Помер 6 травня 2007 року у віці 70 років від серцевої недостатності в Чикаго, штат Іллінойс. Похований на кладовищі Маунт-Гоуп в Чикаго.

## Дискографія
- Carey Bell's Blues Harp (Delmark, 1969)
- Last Night (BluesWay, 1973)
- Heartaches and Pain (Delmark, 1977)
- Mellow Down Easy (Blind Pig, 1991)
- Heartaches and Pain (Delmark, 1994; записаний 1977)
- Deep Down (Alligator, 1995)
- Good Luck Man (Alligator, 1997)
- Second Nature (Alligator, 2004; записаний 1991); з Луррі Беллом
- Gettin' Up, Live: at Buddy Guy's Legends, Rosa's & Lurrie's Home (Delmark, 2007); з Луррі Беллом
- Dynasty (JSP, 2013); з Луррі Беллом

В співпраці
- Біг Волтер Гортон з Кері Беллом — Big Walter Horton with Carey Bell (Alligator, 1973)
- Г'юберт Самлін і Кері Белл — Gamblin' Women (L+R, 1980)
- Луїзіана Ред з Sunnyland Slim Blues Band і Кері Беллом — Reality Blues (L+R, 1980)
- Джеймс Коттон, Джуніор Веллс, Керрі Белл і Біллі Бранч — Harp Attack! (Alligator, 1990)

Як сесійний музикант
- Сліпі Джон Естес — Electric Sleep (Delmark, 1968)
- Ерл Гукер — 2 Bugs and a Roach (Arhoolie, 1969)
- Мемфіс Слім — Born with the Blues (Jewel, 1971)
- Мадді Вотерс — The London Muddy Waters Sessions (Chess, 1972)
- Віллі Діксон — Catalyst (Ovation, 1973)
- Люсіль Спенн — Cry Before I Go (BluesWay, 1974)
- Джиммі Роджерс — Blue Bird (APO, 1994)